# کانونیکا دادا
کانونیکا دادا (به ایتالیایی: Canonica d'Adda) یک کومونه در ایتالیا است که در استان برگامو واقع شده‌است. کانونیکا دادا ۳٫۲ کیلومتر مربع مساحت و ۳٬۹۴۴ نفر جمعیت دارد و ۹۹ متر بالاتر از سطح دریا واقع شده‌است.